# Benjamin Stora
Benjamin Stora (Constantine, Algèria francesa, 2 de desembre de 1950) és un historiador francès, expert en Àfrica del Nord. És considerat una de les màximes autoritats mundials en història algeriana. Va néixer en una família jueva que va marxar d'Algèria després de la Guerra d'Independència de 1962. Stora té dos doctorats (1974 i 1984) i un Doctorat de l'Estat (1991). Els seus llibres i els articles han estat traduïts a diverses llengües, incloent anglès, àrab, espanyol, alemany, rus, vietnamita i català (La transferència d'una memòria de Benjamin Stora amb Alexis Jenni (Edicions 1984, 2017).

## Obra publicada
- Dictionnaire biographique de militants nationalistes algériens, 1926-1954, L'Harmattan, 1985, 404 pp.
- Nationalistes algériens et révolutionnaires français au temps du Front populaire, L'Harmattan, 1987, 140 pp.
- Les sources du nationalisme algérien : Parcours idéologiques, origine des acteurs, L'Harmattan, 1989, 195 pp.
- Histoire de l'Algérie coloniale (1830-1954), París, La Découverte, 2004 (1a ed. 1991), 126 pp. (ISBN 2-7071-4466-5).
- Ils venaient d'Algérie : L'immigration algérienne en France (1912-1992), Arthème Fayard, 1992, 492 pp.
- Aide-mémoire de l'immigration algérienne : Chronologie (1922-1962). Bibliographie, C.I.E.M.I., 1992, 136 pp.
- Histoire de la guerre d'Algérie, París, La Découverte, 2004 (1a ed. 1993) (ISBN 2-7071-4293-X).
- Histoire de l'Algérie depuis l'indépendance, t. 1 : 1962-1988, París, La Découverte, 1994, 120 pp. (ISBN 2-7071-4405-3).
- Une utopie algérienne (amb Ferhat Abbas i Zakya Daoud), Denoël, 1994.
- L'Algérie en 1995, Éditions Michalon, 1995 (ISBN 2-84186-013-2).
- Imaginaires de guerre, Algérie-Viêt Nam en France et aux États-Unis, París, La Découverte, 1997 (ISBN 2-7071-4308-1).
- Appelés en guerre d'Algérie, coll. «Découvertes Gallimard» (n° 316), Gallimard, 1997.
- Algérie, formation d'une nation, seguit d'Impressions dans l'est algérien, Éditions Atlantica, 1998.
- La gangrène et l'oubli : La mémoire de la guerre d'Algérie, La Découverte, 2005 (1a ed. 1998).
- Le transfert d'une mémoire : De l'« Algérie française » au racisme anti-arabe, La Découverte, 1999.
  - Versió en català: Les memòries perilloses, seguit de La transferència d'una memòria. Traducció de Josep Alemany. Barcelona: Edicions de 1984, 2017.
- Les 100 portes du Maghreb (amb Akram Ellyas), Éditions de l'Atelier, 1999.
- La guerre invisible : Algérie années 90, Presses de Sciences Po., 2000.
- La dernière génération d'octobre, Éd. Stock, 2003 (ISBN 978-2-2340-5620-6).
- Messali Hadj : Pionnier du nationalisme algérien, París, Hachette, 2004 (ISBN 2-0127-9190-5).
- La Guerre d'Algérie, 1954-2004 : La fin de l'amnésie (amb Mohammed Harbi), París, Robert Laffont, 2004 (ISBN 2-2211-0024-7).
- Les mots de la guerre d'Algérie, Presses universitaires du Mirail, 2005 (ISBN 9782858167777, presentació en línia).
- Les trois exils : Juifs d'Algérie, París, Stock, 2006 (ISBN 2-2340-5863-5).
- Immigrances : L'immigration en France au XXe siècle (amb Émile Temine), París, Hachette Littératures, 2007 (ISBN 2-0123-7261-9).
- La guerre des mémoires : La France face à son passé colonial (entrevista amb T. Leclère), Éditions de l'Aube, 2007.
- Les guerres sans fin : Un historien entre la France et l'Algérie, París, Stock, 2008 (ISBN 978-2-2340-6051-7).
- Les immigrés algériens en France : Une histoire politique, 1912-1962, Hachette Littératures, 2009.
- Le mystère De Gaulle : Son choix pour l'Algérie, Robert Laffont, 2009.
- Mitterrand et la guerre d'Algérie (amb François Malye), Calmann-Lévy, 2010.
- Algérie 1954-1962 : Lettres, carnets et récits des Français et des Algériens dans la guerre, Les Arènes, 2010.
- Le nationalisme algérien avant 1954, CNRS éditions, 2010.
- Bibliographie de l'Algérie indépendante, 1962-2010 (amb Christian Boyer), Éd. du CNRS, 2011
- Le 89 arabe : Réflexions sur les révolutions en cours (diàleg amb Edwy Plenel), Stock, 2011 (ISBN 978-2-2340-7112-4).
- La guerre d'Algérie vue par les Algériens (amb Renaud de Rochebrune), Denoël, 2011.
- «Charonne ou l'oubli impossible», prefaci a Dans l'ombre de Charonne, de Désirée Frappier i Alain Frappier, Éditions du Mauconduit, gener 2012 (còmic).
- Histoire de l'Algérie : XIXe et XXe siècles, La Découverte, març 2012.
- La guerre d'Algérie expliquée à tous, Seuil, març 2012.
- De Gaulle et la guerre d'Algérie, Fayard, col. «Pluriel», 2012.
- Voyages en postcolonies, Stock, 2012.
- Algériens en France, 1954-1962 : La guerre, l'exil, la vie (catàleg de l'exposició, dirigida per Benjamin Stora i Linda Amiri), Autrement/CNHI, 224 pp.
- Camus brûlant (amb Jean-Baptiste Péretié), Stock, 2013.
- Histoire des relations entre juifs et musulmans des origines à nos jours (amb Abdelwahab Meddeb), Albin Michel, 2013 (ISBN 978-2-226-24851-0) — Presentació de l'obra i del seu comitè científic [PDF].
- La guerre d'Algérie expliquée en images, Ed. Le Seuil 2014.
- Les Clés retrouvées : Une enfance juive à Constantine, Stock, 2015.
- Les Mémoires dangereuses (amb Alexis Jenni), París, Albin Michel, 2016, 238 pp.
  - Versió en català: Les memòries perilloses, seguit de La transferència d'una memòria. Traducció de Josep Alemany. Barcelona: Edicions de 1984, 2017.
- C'était hier en Algérie : Les Juifs d'Algérie, de l'Orient à la République, Ed Larousse, 2016.
- Histoire dessinée de la guerre d'Algérie (amb Sébastien Vassant), Ed. Le Seuil, 2016.